# Філібер де Найяк
Філібер де Найяк (помер в 1421 р.) — 34-й Великий магістр лицарів-госпітальєрів (з 1396 р. до 1421 р.).

## Біографія
Філібер де Найяк народився в замку Найяк в Ле-Блані, розташованому на кордоні Беррі та Ла Марш. Він, був сином П'єра III і братом Гійома II та Еліона де Найяка, які займали чільне місце при дворі короля Франції Карла VI як камергери короля, герцоги Бургундії та Беррі.

### Служба в ордені
Він був визнаний лицарем в «Овернському ланзі» і очолював командуваня Люрея в 1376 р. Далі він очолював командування в Фюрсак, в 1385 р., знову командування Люрея в 1390 р., коли його було призначено пріором Аквітанії. Також він очолював капітул в Анже в 1390 році.
У 1395—1396 рр. Найяк з загоном госпітальєрів попрямував з Родосу через Чорне море до верхів'їв Дунаю, щоб приєднатись до армії короля Угорщини Сигізмунда, яку підтримували військові контингенти з різних європейських християнських держав (німців, бургундців, французів, тощо). Загалом армія складала від 15 000 до 20 000 чоловік, які здійснювали оборону Угорщини та вийшли на зустріч з османською армією, якою командував султан Баязід I Блискавичний (1389—1403).

Легка кіннота князя Волощини Мірчі I Старого прибула 13 серпня до порту Оршова, вище за течією від Залізних воріт, де вони переправились через річку та піднялися вверх проти її течії, взявши опорні пункти: Відім (28 серпня), Рахово (7 вересня), а потім за допомогою флотилії госпітальєрів взяли в облогу Никопол. Бій коло міста відбувся 25 вересня. Французькі війська, найчисленніші, вимагали почесного місця, щоб здійснити перший штурм і не чекати розгортання військ, як зазвичай, у боях за Угорщину. Кавалерія налетіла на коли та була обсріляна яничарами. Саме втручання елітних османських вершників та сербських військ призвело до поразки християн. Серед ув'язнених були граф Неверський, граф Марський, принц Барський, Бусіко та Енгеррант де Кусі, а серед загиблих адмірал Жан В'єннський.

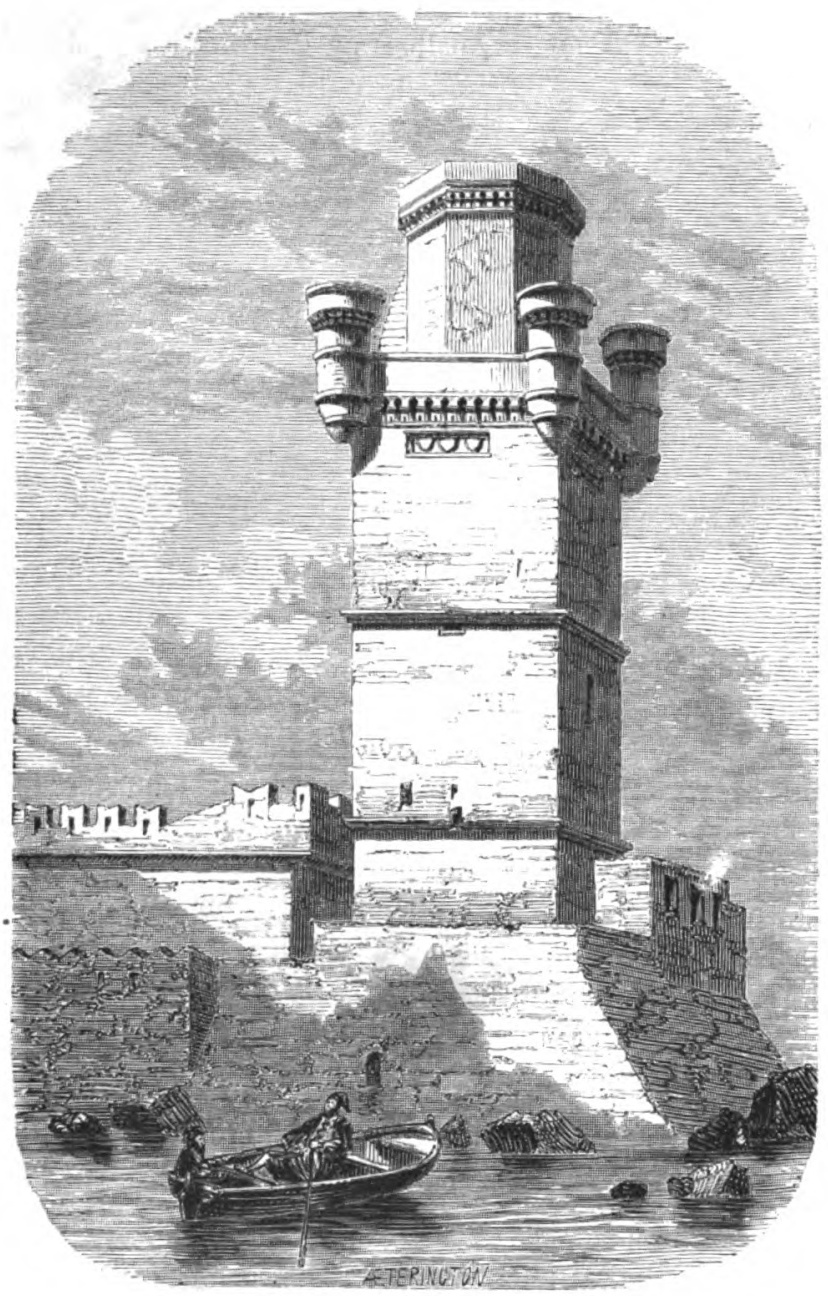
Вежа де Найяка в місті Родос

Султан Баязід помстився переможеним за завдані в попередніх боях втрати стративши полонених, окрім найзнатніших лицарів, за яких османи могли отримати значний викуп у двісті тисяч флоринів. Серед помилуваних був граф Неверський та ще двадцять п'ять лордів, зокрема Жан II ле Менгр. Оточення Сигізмунда, включаючи Найяка та деяких госпітальєрів, переконало короля втекти на човні. Їм вдасться дістатися до берегів Чорного моря, потім до Константинополя. Саме там Найяк дізнається про своє обрання великим магістром після смерті попередника Хуана Фернандеса де Ередії. Після чого він у січні 1397 року прибуває до Родосу.

### Великий магістр ордену на Родосі
Філіберт де Найяк почав з того, що зібрав 30 000 золотих дукатів для сплати викупів за полонених під Нікополісом християн, зміцнює оборону міста Родос та островів архіпелагу, і продовжує залучати орден до «боротьби з османськими невірними». 21 лютого 1400 року довірив п'ятьом повноважним представникам вести переговори про придбання Морейського деспотату за 60000 дукатів.
У 1402 році Тимур з'являється в Малій Азії. Баязід, підтриманий сербськими військами Стефана Лазаревич, просувається назустріч, але 20 липня 1402 р. зазнає нищівної поразкив Ангорській битві. Потім Тимур прямує до узбережжя Середземного моря, бере в облогу та захоплює Ізмір, який було під владою госпітальєра Гійома де Майна, а також захопив Фокею (1403 р.) та Хіос. Після повернення Тимура додому госпітальєри, ймовірно у 1407 році, захопили на південному узбережжі Малої Азії місцевість стародавнього Галікарнаса, побудувавши Замок Святого Петра в Бодрумі зі сторони острова Кос.
Філіберт де Найяк разом із загоном госпітальєрів спільно з маршалом Франції та губернатором Генуї Жаном II ле Менгре в 1403 р. брав участь у експедиції проти єгипетських мамелюків. Вони захопили Триполі та Бейрут. В результаті мирного договору, підписаного госпітальєрами з мамелюками 27 жовтня 1403 року, лицарі отримали консульство в Єрусалимі та повернути все майно (церкву та госпіталь Св. Йоана) на базі яких засновано орден. В консульстві могли розміщуватись шість лицарів, які опікувались розміщенням інших лицарів та паломників до Святої землі, обміну полоненими та їх викупом. Схожі відділення ордену були в Александрії та Римі.
Серед фортифікаційних робіт, проведених у той час магістром Найяком щодо вдосконалення укріплень Родосу, є потужна вежа, названа на його ім'ям, яка домінувала над гаванню. Вежа мала чотири сторожові башти. Вежа була пошкоджена під час землетрусів 1863 року і знесена щоб уникнути пошкодження кораблів.

### Дипломатія
Католицька церква була роділена між двома папами Григорієм XII у Римі та Бенедиктом XII у Авіньйоні (антипапа). Орден був рівномірно розподілений між великим магістром на Родосі та великим магістром у Римі, якими під час Західної схизми (1378—1417) були Ріккардо Караччоло (1383—1395), Бартоломео Карафа делла Спіна (1395—1405) та Ніколас Орсіні ді Камподіфіоре (1405—1409). Філіберт де Найяк намагався дистанціюватися від впливу пап.
У лютому 1409 р. Філібер де Найяк в супроводі 16 лицарів поїхав з Родосу до Європи, де невтомно виступатиме за справу Ордену та вестиме переговори між судами Риму та Авіньйону на захист Родосу та Східного християнства. У червні 1409 року він забезпечив захист собору в Пізі, на якому на противагу Бенедикту XII та Григорію XII обрано Олександра V. Це не дозволило подолати Західну схизму, однак Філібер де Найяк доручив пріору Родосу Готьє де Грассі та великому маршалу ордену Люсе де Валінесу дипломатичну місію для оголошення в судах Європи про обрання Олександра V. Натомість Олександра V видав булу, яка свідчила, що єдиним великим магістром ордену був Філібеом де Найяком.
В Ніцці, у перших числах квітня, а потім в Екс-ан-Провансі, він скликав загальний з'їзд ордену 19 квітня 1410 р. Під головуванням Жака Тівеллі, пріора Оверні, Раймонда Лескура пріора Тулузи і великого полководця ордену, і Філіпа де Лангелья, пріора Ломбардії, вирішувались основні питання: правило, дисципліна, фінанси, а також стосунки ордену з папством. Пізніше Найяк намагатиметься переконати пап та антипап у необхідності більше не втручатися у справи ордена щодо призначення керівників командувань або пріорів, яких мав визначати великий магістр ордена.
Папа примусив Найлака війти до посольства між королем Англії та королем Франції, і під час поїздки до Англії в квітні 1410 р. Поїздка до Швейцарії, Тіролю та північної Італії привела його на Констанцький собор, де він був присутній з листопада 1414 по червень 1415 рр. Восени 1415 р. разом із Сигізмундом I він не зміг переконати Бенедикта XIII у «відреченні». Восени 1417 р. він створив Великий пріорат Німеччини. В березні 1418 р. він повернувся до Костанцського собору, який обрав папою Мартина V.
Він очолив з'їзд ордену в Авіньйоні, який ухвалив рішення про скликання загального з'їзду ордену на Родосі. Великий магістр доручив скарбнику ордену Жану де Патру поїхати до Італії з титулом «ревізор і виправляючий» у великі пріорати Ломбардії, Венеції, Пізи та Риму, щоб скликати лицарів на Родос. Пріори відділених Капуї, Барлетти, полководці Святої Євфімії, Венери, Неаполя, святого Стефана Монопольського та всі лицарі Неаполітанського королівства надіслали лист з проханням до великого магістра про возз'єднання з орденом. Найяк наказав їм приїхати на Родос 8 вересня.
Близько 28 травня 1420 року по він вирушив в Анкону по дорозі до Родосу, якого він досяг 9 липня 1420 року. Поза основною базою госпітальєрів островом Родос він перебував одинадцять з половиною років, проте під час цього довготривалого відрядження регулярно надсилав накази та розпорядження лицарям. З 8 вересня по 4 жовтня він скликав загальний з'їзд ордену, який завершив свою роботу, відновивши дисципліну, ввівши в дію статути Ордену та доповнивши їх новими статтями. Він надіслав прийняті акти Папі Римському, який підтвердив їх, таким чином закінчивши тривалий період розколу. Він помер наступного року між 29 травня та 2 червня 1421 р. І був похований в церкві Святого Іоана на острові.